# Línea 43 de TMB
La línea 43 fue una línea regular de autobús urbano de la ciudad de Barcelona gestionada por la empresa TMB, sustituida el 18 de noviembre de 2013 por la línea H10 de la Red Ortogonal de Autobuses de Barcelona. Realizaba su recorrido entre Les Corts y San Adrián con una frecuencia, en hora punta, de 8-11 min.

## Horarios
| 43         | Primer servicio A: San Adrián | Primer servicio A: Les Corts | Último servicio A: San Adrián | Último servicio A: Les Corts |
| Laborables | 05:20                         | 04:20                        | 22:55                         | 22:15                        |
| Sábados    | 06:50                         | 05:45                        | 22:55                         | 22:15                        |
| Festivos   | 06:50                         | 05:45                        | 22:55                         | 22:15                        |

## Recorrido
- De Les Corts a San Adrián por: Trav. de las Cortes, Numáncia, Av. Roma, Vilamarí, Valencia, Aragón, Rba. Guipúzcoa, Extremadura, Argentina, Bernat Metge, Rba. de Prim, Llull, Av. Manuel Fernández Márquez, Cristóbal de Moura, Torrasa y Ramón Viñas.

- De San Adrián a Les Corts por: Ramón Viñas, Av. Eduard Maristany, Av. de la Playa, Torrasa, Cristóbal de Moura, Rda. San Ramón de Peñafort, Eduard Maristany, Pº de Levante, Rba. Prim, Bernat Metge, Argentina, Extremadura, Rba. Guipúzcoa, Felipe II, Clot, Mallorca, Av. Roma, Llansá, Josep Tarradellas, Equador, Trav. de las Cortes, Gran Vía de Carlos III, Av. Madrid y Pl. José Pedregosa.

## Otros datos
| Prestación                   | Disponibilidad en la línea |
| ---------------------------- | -------------------------- |
| Adaptada a                   | Sí                         |
| TMB iBus (tiempo de espera ) | Sí                         |
| Pantallas informativas       | Sí                         |
| Línea de tránsito rápido     | No                         |
| Circulaba en días festivos   | Sí                         |